# 広域増強システム

Wide Area Augmentation System (WAAS)

広域増強システム（こういきぞうきょうしすてむ、英語: Wide Area Augmentation System(WAAS)）は、グローバル・ポジショニング・システム(GPS)を補強するために、精度、完全性、可用性を向上させることを目的とした連邦航空局が開発した航空航法援助システム。
基本的に、WAASは航空機がそのカバーエリア内の空港への精密アプローチを含む、飛行のすべての段階でGPSを依存できるようにすることを目的としている。これは、重要な地域では、地域増強システム(LAAS)を使用し、地上型衛星航法補強システム（GBAS）によってさらに強化することが可能である。
WAASは、北アメリカとハワイにある地上基準局のネットワークを使用して、西半球のGPS衛星の信号のわずかな変動を測定する。基準局からの測定値はマスター局に送られ、マスター局は受信した偏差補正 (DC) をキューに入れ、修正メッセージを静止 WAAS 衛星にタイムリーに (5秒以上ごと) 送信。これらの衛星は補正メッセージを地球にブロードキャストし、WAAS対応GPS受信機は補正メッセージを使用して位置を計算、精度を向上させている。
国際民間航空機関 (ICAO) は、このタイプのシステムを衛星航法補強システム(SBAS)と呼んでいる。ヨーロッパとアジアでは、独自のSBASを開発している。欧州静止衛星ナビゲーションオーバーレイサービス (EGNOS)、日本の Multi-functional Satellite Augmentation System (MSAS)、インドのGPS支援GEO拡張ナビゲーション(GAGAN)、ロシアの差分補正監視システム(SDCM)である。商用システムには、StarFire、OmniSTAR、Hemisphere GNSS(Atlas)がある。

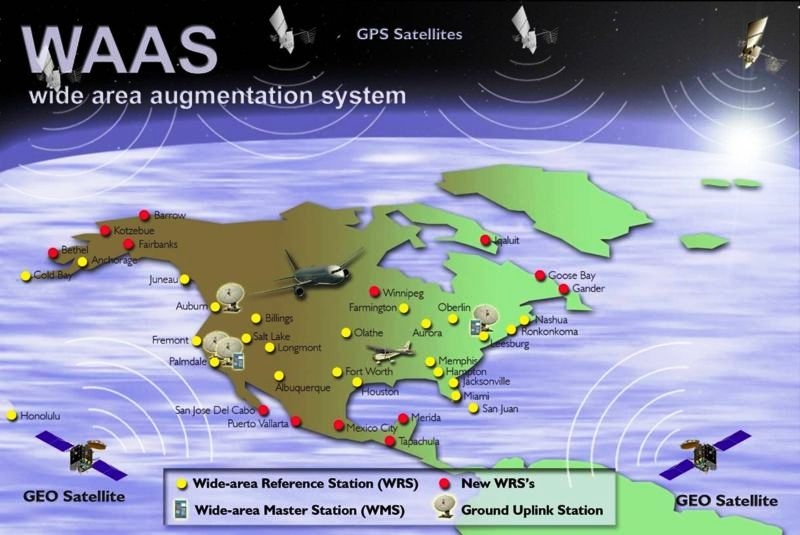
連邦航空局のWAASのイメージ
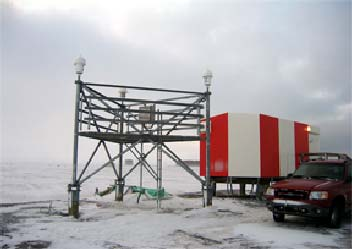
WAASリファレンスステーション（アラスカ州ウトキアグヴィク）
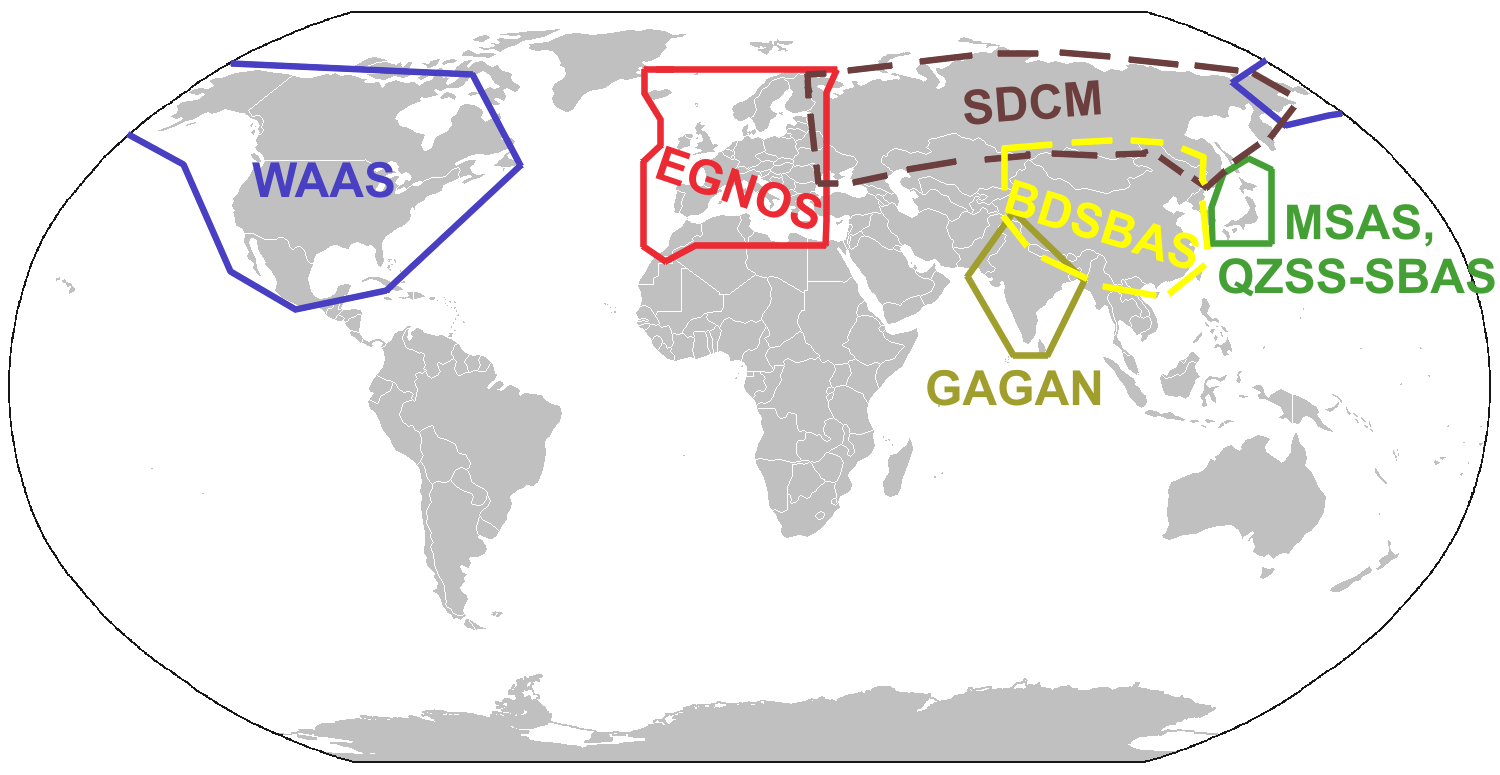
衛星航法補強システム(SBAS)のサービスエリア

## WAASの目的

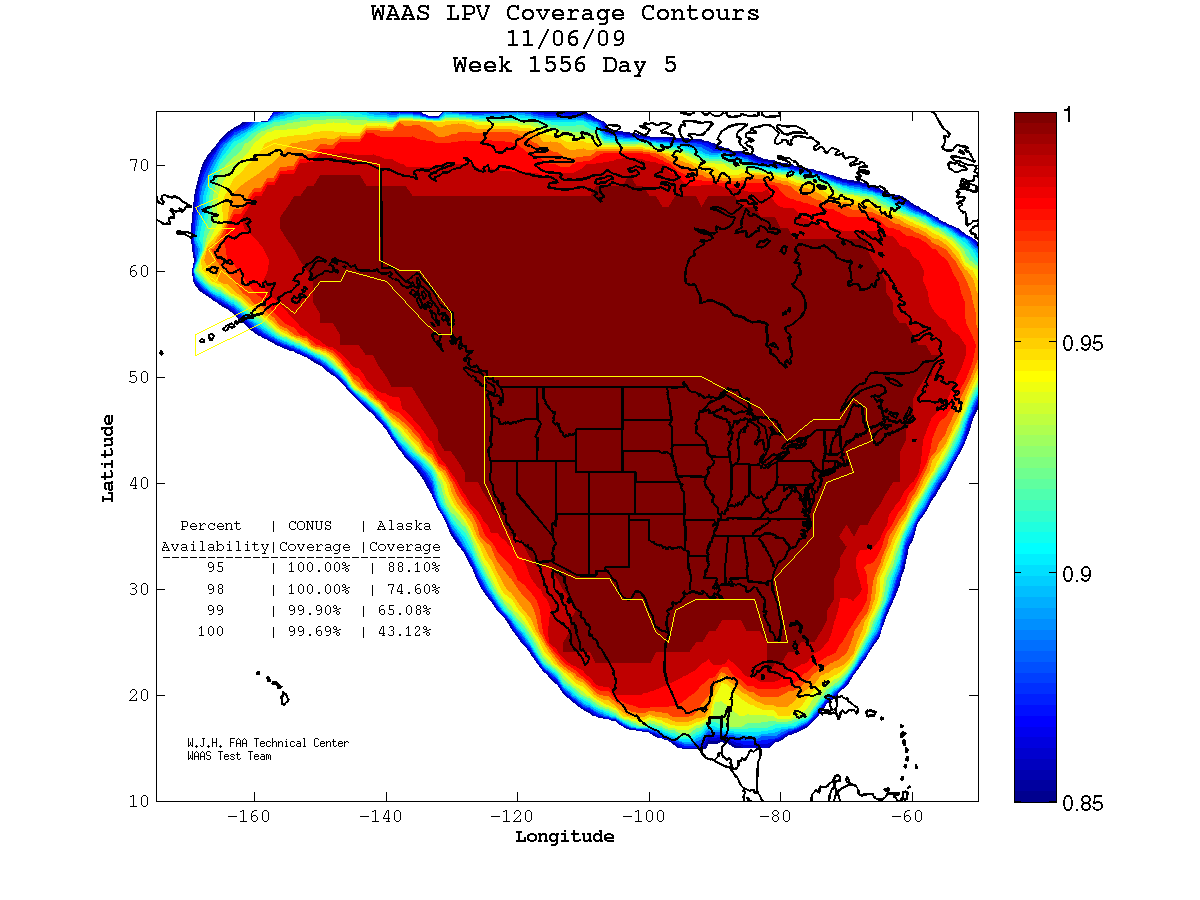
一般的なWAASサービスエリア。濃い赤は最適なWAASカバーエリアを示す。衛星の形状や電離層の状態により、サービスの等高線は時間と共に変化する。

### 精度
WAASシステムの主な目標は、空港に機器の設備も設置せずに、航空機がカテゴリーIのアプローチを行えるようにすることであった。これにより、地上設備のない空港でも、あらゆる空港向けに新しいGPSベースの計器着陸アプローチを開発できるようになる。カテゴリIのアプローチでは、横方向に16メートル (52 ft)、垂直方向に4.0メートル (13.1 ft)の精度が必要である。
この目標を達成するために、WAASの仕様では、少なくとも95%の確率で7.6メートル (25 ft)以下の位置精度(横方向と垂直方向の両方の測定)を提供ことが求められている。特定の場所でのシステムの実際の性能測定では、通常、アメリカ合衆国本土の大半、カナダとアラスカの大部分で、横方向に1.0メートル (3 ft 3 in)、垂直方向に1.5メートル (4 ft 11 in)以上の精度が得られることが示されている。

### 完全性
ナビゲーションシステムの完全性には、その信号が潜在的に危険を引き起こす可能性のある誤解を招くデータを提供しているときにタイムリーな警告を提供する機能が含まれる。WAAS仕様では、システムがGPSまたはWAASネットワークのエラーを検出し、6.2秒以内にユーザに通知する必要がある。
WAAS が計器飛行方式(雲の中を飛行する)に対して安全であることを証明するには、精度の要件を超えるエラーが検出されない可能性が非常に小さいことを証明する必要がある。具体的には、確率は1×10−7と記載されており、年間3秒以下の不良データに相当する。これにより、受信機の自律的完全性監視(RAIM)と同等以上の整合性情報が提供される。

### 可用性
可用性とは、ナビゲーション システムが精度と整合性の要件を満たしている確率を指す。WAASが登場する前は、GPSの仕様により、システムが使用できない状態が年間合計4日間(99%の可用性)まで許容されていた。WAAS仕様では、サービスエリア全体で 99.999%(five nines)の可用性が義務付けられており、これは年間5分強のダウンタイムに相当する。

## 精度の比較
| システム                     | 95%の精度 (横方向/垂直方向) | 詳細 |
| ---------------------------- | --------------------------- | --- |
| LORAN-C 仕様                 | 460 m / 460 m               | LORAN-Cシステムの指定された最低の精度。 |
| 距離測定装置 (DME) 仕様      | 185 m (直線)                | DMEは、無線通信により航空機と地上局との直線距離を航空機から測定する装置。 |
| GPS 仕様                     | 100 m / 150 m               | Selective Availability (SA) オプションがオンになっているGPSシステムの指定精度。SAは2000年5月2日に解除された。 |
| LORAN-C 測定された再現性     | 50 m / 50 m                 | アメリカ沿岸警備隊は、時差モードで50メートルの「位置に戻る」精度を報告。 |
| ディファレンシャルGPS (DGPS) | 10 m / 10 m                 | ディファレンシャルGPS (DGPS) 最低精度。アメリカ合衆国運輸省とアメリカ国防総省が共同で発表した2001年の連邦無線ナビゲーションシステム（FRS）レポートによると、精度は施設からの距離によって低下し、1m未満の場合もあるが、通常は10m未満の精度。 |
| eLORAN再現性                 | 8 m / 8 m                   | 利用可能なすべての信号とHフィールドアンテナを同時に使用し報告された精度。 |
| 広域増強システム(WAAS)仕様   | 7.6 m / 7.6 m               | 高精度アプローチで使用するためにWAASが提供しなければならない最低の精度。 |
| GPS 測定                     | 2.5 m / 4.7 m               | FAAのNational Satellite Test Bed(NSTB)の調査結果に基づいて、Selective Availability (SA) をオフにした状態でのシステムの実際の測定精度(受信機エラーを除く)。                                                                                  |
| 広域増強システム(WAAS)測定   | 0.9 m / 1.3 m               | NSTBの調査結果に基づく、システムの実際に測定された精度(受信機エラーを除く)。 |
| 地域増強システム (LAAS) 仕様 |                             | LAASプログラムの目標は、カテゴリーIIIC 機能を提供することで、航空機は「オートランド」システムを利用して視界ゼロで着陸することができ、<1mという非常に高い精度を示す。                                                                        |